# Allai
Allai (Àllai in sardo) è un comune italiano di 338 abitanti della provincia di Oristano in Sardegna, nella regione storica del Barigadu.

## Geografia fisica

### Territorio
Il paese fa parte della provincia di Oristano,  a una trentina di chilometri ad est del capoluogo e ad una cinquantina di metri sopra il livello del mare, su un piano leggermente inclinato nella valle del rio Massari, da cui dista un centinaio di metri, alcuni chilometri prima che lo stesso si congiunga col fiume Tirso. Il territorio comunale si estende per 2.737 ettari, dai cinquanta metri s.l.m. dell'abitato a qualche centinaio delle colline e piccoli altipiani che lo circondano, fino agli oltre seicento metri del monte Grighine.

## Storia
Il territorio fu abitato fin dalla preistoria, rimangono del periodo varie tombe dei giganti e menhir oltre ai numerosi e successivi nuraghi.
Dai ritrovamenti archeologici nel suo territorio potrebbe essere stato un insediamento punico, lo stesso nome, secondo Giovanni Spano, potrebbe essere derivato dal vocabolo fenicio Allal: valle, sito circondato, luogo umido.
In epoca romana era un punto di passaggio tra Forum Traiani e l'interno, resta del periodo un ponte romano (Ponti Ecciu) in trachite rossa locale, a poche centinaia di metri dall'abitato. Il ponte venne poi restaurato nel periodo giudicale nel 1157 regnante il giudice dell'Arborea Barisone I di Lacon-Serra.
Le prime notizie storiche del paese risalgono al 1341 quando viene citato nelle Rationes Decimarum per un versamento alla Chiesa per conto del “presbitero Dominico Loche rectore ecclesiarum S. Marie de villa Allay et S. Marie de villa Barbagiani”.
Nei documenti dei secoli successivi, sotto la dominazione prima aragonese-catalana e poi spagnola il nome diventa Alay e Alai per diventare l'attuale nei primi dell'Ottocento.
Nella Ultima Pax Sardiniae stipulata il 24 gennaio 1388 “Atto solenne di pace tra re Don Giovanni di Aragona ed Eleonora Giudicessa di Arborea, col concorso delle città, ville e comuni dipendenti da quest'ultima, e dei sardi di lei fautori e aderenti” (Tola) sono citati i rappresentanti della allora denominata Alari in Partis de Varicato o Parti Barigadu, curatoria con capoluogo prima Fordongianus e poi Busachi.
Tra i dieci firmatari locali figurano il majore ville Petro Pistis oltre a quattro giurati per cui doveva trattarsi di un piccolo villaggio in quanto nel capitolo XVI della Carta de Logu viene stabilito che la “villa manna” debba avere dieci giurati e la “villa picinna” cinque.
Sulle colline intorno ad Allai sorgevano in periodo giudicale alcuni piccoli villaggi tra cui Loddu, Barbagiana e uno sul Pranu Ollisa, poi abbandonati, con le popolazioni probabilmente confluite ad Allai. L'Angius scrive che “l'antico paese di Barbaggiana, che tra i sei, che questo partito di Barigadu conta distrutti, fu l'ultimo ad essere deserto, e dicesi per antica tradizione, che tutti gli arredi sacri in argenteria, che possiede la parrocchiale di Allai, fossero di questa popolazione”. Nella chiesetta intitolata alla Madonna del Rimedio alla periferia del paese è conservata una madonna lignea proveniente dalla chiesetta di Loddu(o).
A seguito della battaglia di Sanluri del 1409 che decretò l'inizio della fine del Giudicato di Arborea per mano degli Aragonesi, il Barigadu, dopo alcuni anni di amministrazione regia, nel 1412 fu concesso al marchese di Oristano Leonardo Cubello, già giudice di fatto dell'Arborea nel 1410 e firmatario della resa agli Aragonesi.
Alla sua morte del 1427 il Barigadu spettò con altri territori al secondogenito Salvatore mentre il marchesato andò al primogenito Antonio che morì nel 1463 consentendo al fratello di diventare marchese e riunendo il Barigadu al marchesato.
Salvatore Cubello morì nel 1470 senza lasciare figli maschi, ma non prima di aver assicurato la successione in favore del nipote Leonardo Alagon che, dopo aver tentato di riconquistare la perduta indipendenza del Giudicato, venne sconfitto e il suo marchesato confiscato nel 1478.
Dopo alcuni anni, smembrato il marchesato, il Barigadu fu concesso in feudo con diploma del re Ferdinando il 10 febbraio 1481 al catalano Gaspare Fabra per la fedeltà e i servizi resi nel soffocare la rivolta di alcune città castigliane negli anni precedenti.
Le infeudazioni venivano decretate dai re iberici come premio per la fedeltà e per i servigi loro resi, soprattutto in favore dei catalani, aragonesi e valenzani prima, e di coloro che, in prevalenza iberici, venivano destinati a ricoprire importanti cariche civili o militari nell'isola poi.
Tali feudatari erano interessati a tutt'altro che il benessere dei vassalli, ma ad accrescere il loro patrimonio esigendo tributi di ogni specie in modo arbitrario ed amministrando una giustizia oppressiva.
Alla morte di Fabra il feudo passò alle figlie Isabella, Giovanna, Caterina e Angela.
Il feudo venne venduto, con atto del 5 ottobre 1519 rogato in Cagliari, per il prezzo di novemila e cinquecento ducati d'oro a Carlo D'Alagon che cedette la parte del Barigadu de Josso comprendente oltre ad Allai anche Busachi, Fordongianus e Villanova Truschedu a Nicolò Torresani con ampliamento della disponibilità sul feudo concessa con diploma da Carlo V.
Nicolò morì nel 1551 lasciando il feudo, ingrandito anche di Sedilo e Canales, al figlio Gerolamo, che non avendo avuto figli maschi fece atto di donazione nei confronti della figlia Marchesia nel 1586.
Quest'ultima morì prima del padre il 9 aprile 1595, lasciando testamento e nominando erede il primogenito Bernardino Cervellon, che subentrò nella pienezza dopo una causa sulla proprietà intentatagli dal fisco e dalla sorella del nonno risoltasi il 29 ottobre 1599.
In quegli anni tra la fine del Cinquecento e l'inizio del Seicento venne eretta l'ampia chiesa parrocchiale in trachite rossa locale in forme tardo-gotiche intitolata allo Spirito Santo.
Poco tempo dopo alla morte di Bernardino successe il figlio infante Gerolamo II Cervellon.
Alla sua morte nel 1632 il feudo passò al figlio Gavino Ignazio e da questi nel 1642 al fratello Matteo.
Morto Matteo nel 1662 succedeva il figlio Gerolamo IV che essendo senza figli nominò, prima di morire nel 1682, erede la sorella Isabella che dovette combattere in giudizio con il fisco, che sequestrò il feudo, e Guglielmo Cervellon.
La popolazione nel 1688 era costituita da 100 fuochi (famiglie) con 335 anime, 184 maschi e 151 femmine. Dieci anni dopo le famiglie erano 107 con 344 abitanti, 190 maschi e 154 femmine.
La causa per il possesso del feudo durò molti anni per la crisi dovuta alla guerra di successione spagnola dal 1700 al 1708 e si concluse solo nel 1715, con la Sardegna che nel frattempo era passata prima agli Austriaci dal 1708 al 1717, nuovamente agli Spagnoli dal 1717 al 1720 e infine ai Savoia.
Rientrata in possesso del feudo, Isabella morì nel 1718 lasciando erede il figlio Pietro Manca Guiso. Gli succedette, nel 1721, il primogenito Antonio Giuseppe, confermato con diploma del re Vittorio Amedeo II di Savoia, e che dispose in testamento in favore del figlio Francesco de Paola Guiso che subentrò nel 1738 sotto la tutela della madre.
Nel 1728 erano presenti 123 famiglie con 419 abitanti mentre nel 1751 le famiglie erano rimaste 123 con 427 abitanti di cui 227 maschi e 200 femmine.
Nonostante il passaggio dalla Spagna ai Savoia il sistema delle decime ecclesiastiche continuava a pesare sui vassalli al pari delle imposizioni feudali rimaste ugualmente inalterate.
Francesco de Paola morì senza prole nel 1751 e a seguito del testamento del 1721 il feudo entrò in possesso di Francesco, fratello di Antonio Giuseppe.
Alla morte di Francesco del 1755 gli succedette suo figlio Antonio Guiso, in minore età e alla sua morte prematura Giovanni Guiso, fratello di Francesco, pretese la successione e la ottenne nel 1760.
Nel 1771 furono istituiti i consigli comunitativi che portarono a una certa limitazione dei poteri del feudatario.
Per Allai, con una popolazione tra cento e duecento fuochi (famiglie) tale consiglio era composto da un sindaco, in carica per un anno, e da cinque consiglieri.
Alla morte di Giovanni Guiso, avvenuta nel 1776, succedette il figlio Raffaele Manca Guiso fino al 1788 quando il fisco si impossessò dei feudi da lui lasciati.
Ne seguì una trattativa con Maddalena Manca Guiso sorellastra di Raffaele che rinunziò al feudo del Barigadu de Josso che nel 1790 diventò patrimonio demaniale.
Sembrava finita la secolare oppressione feudale che appena l'anno seguente terminarono le trattative da parte di Teresa Delipari di Sassari per l'acquisto del feudo che diventò marchesato di Busachi. Il prezzo d'acquisto fu stabilito in 264.000 lire piemontesi pari 66.000 scudi sardi da versare 30.000 all'atto dell'investitura e gli altri 36.000 in venti anni con relativi interessi.
Nel 1798 il fisco citò in giudizio la marchesa per il mancato versamento degli interessi pattuiti e la stessa si difese sostenendo che i vassalli avevano rifiutato di versarle i diritti dei quali era investita e il fisco non l'aveva difesa contro i medesimi vassalli davanti alla Reale Udienza.
Successivamente la marchesa ricorse al re Vittorio Emanuele per accettare la restituzione di Fordongianus e Villanova Truschedu in cambio dei debiti ancora pendenti, la restituzione fu perfezionata con carta reale del 29 aprile 1810.
Nel 1821 furono istituiti i mandamenti e Allai entrò a far parte di quello di Busachi inserito nella provincia di Oristano, contemporaneamente i poteri dei feudatari ulteriormente limitati.
Alla morte della Deliperi, il marchesato, comprendente i soli villaggi di Allai e Busachi, fu ereditato dalla figlia Stefania, moglie di Andrea Manca, conte di San Placido, il quale avanzò domanda al re Carlo Felice e ottenne di riunire nel 1829 sotto la stessa famiglia nuovamente il feudo di Parte Barigadu Josso.
Nel 1830 i diritti di feudali spettanti al marchese di Busachi, ripartiti dal sindaco di Allai Antonio Campus con l'assistenza di cinque probi uomini, fra gli abitanti del villaggio, ammontavano a 32 lire sarde e 10 soldi per diritto di feudo, 4 soldi e mezzo per diritto d'angheria a carico di ciascun vassallo maggiorenne, e del grano in natura per coloro che lo seminano fino a un massimo di due starelli e mezzo (circa 122 litri) per coltivatore, erano esentati il maggiore di giustizia Mauro Antonio Demuru, il vice e i giurati, che dovevano occuparsi dell'esazione.
Finalmente nel 1838 furono aboliti i feudi dietro pagamento di un riscatto in favore dei feudatari. Per il marchesato di Busachi fu stabilita una rendita annuale di 2.479 lire sarde di cui 601 per Allai per i titoli di Laor di corte, mezzo portatico dei terreni di Bincheri, diritto di vino, diritto d'angheria, diritto di feudo, deghini ecc.
Con brevetto del 23 maggio 1840 Carlo Alberto stabilì la somma annua che i comuni facenti parte del feudo del Barigadu dovevano pagare al fisco, che aveva anticipato il riscatto, in surrogazione delle prestazioni feudali. Per Allai tale somma ammontava a 672 lire sarde di cui 469 come contributo redimibile e 203 non redimibile per il quale era possibile affrancarsi con un pagamento in soluzione unica di venti annualità.
La situazione per gli ex vassalli non migliorò di molto.
In quegli anni la popolazione passò dai 536 abitanti del 1838 ai 577 del 1844 e ai 580 del 1848. "Nascevano ordinariamente dai 25 ai trenta bambini all'anno mentre i morti erano da 15 a 20. La speranza di vita era compresa tra i cinquanta e i sessanta anni. La pastorizia e l'agricoltura erano le principali attività. Si potevano contare circa 2.600 capi di bestiame di cui 300 manze e vacche, 50 cavalle, 1.000 pecore, 1.000 capre, 100 porci e 150 giumenti. Venivano seminati: grano (l. 29.520), orzo (l.14.760), fave (l. 9.840) lino (l. 19.680) cicerchie (l. 2.460) mentre negli orti si producevano meloni, zucche, pomodori, piselli, fagioli, lattughe cipolle e cardi. I vini prodotti erano di poca quantità ma di gran bontà e per colmare il fabbisogno si ricorreva agli atzaresi. Una dozzina di persone si dedicava professionalmente alla pesca di anguille, muggini, trote e saboghe nel vicino fiume. Le donne, assai laboriose, si occupavano di filare e tessere e dei tessuti ne fanno smercio con i rivenditori erranti. Era attivo oltre al Consiglio Comunitativo, anche il Monte di soccorso e la scuola normale con alcuni alunni".(Angius).
Con la fusione perfetta della Sardegna al resto del regno del 1848 la provincia di Oristano fu abolita e Allai entrò a far parte della divisione amministrativa di Cagliari e dal 1859 con la ricostituzione delle province, di quella di Cagliari, per rimanervi per oltre un secolo, fino al 1974 quando venne istituita nuovamente la provincia di Oristano.
La popolazione nel frattempo cresceva passando dai 615 abitanti del 1857 ai 643 del 1861 fino ai 662 del 1871, 691 del 1881 e ai 655 del 1901.
Nella prima guerra mondiale del 1915/18 anche Allai diede il suo notevole contributo di sangue con tredici caduti su una popolazione inferiore a settecento abitanti.
L'economia si basava sulle tradizionali attività della pastorizia e dell'agricoltura, nonostante i terreni scoscesi. Di rilievo la produzione di frumento e di vino.
Negli primi anni venti del secolo scorso fu finalmente costruito il secondo ponte sul rio Massari (Ponte Nou) per il collegamento con Fordongianus e Oristano senza l'utilizzo dei guadi sul fiume, passati quasi due millenni dal primo.
Nel secondo dopoguerra la popolazione dopo aver raggiunto i 783 abitanti nel censimento del 1961 diminuì rapidamente a causa dell'emigrazione in cerca di lavoro e della scarsa natalità, per arrivare a meno dei quattrocento abitanti attuali, tornando ai numeri di tre secoli fa.

### Simboli
Lo stemma e il gonfalone del comune di Allai sono stati concessi con decreto del presidente della Repubblica del 15 novembre 2006.
Il gonfalone è un drappo di  bianco fiancheggiato a destra e a sinistra di rosso.

## Monumenti e luoghi d'interesse

### Architetture religiose
- Chiesa dello Spirito Santo
- Chiesa della Madonna del Rimedio

### Altri monumenti
- Casa sull'albero

## Società

### Evoluzione demografica
Abitanti censiti (XVII, XVIII, XIX secolo)
| Censimento | Maschi | Femmine | Totale | Censiti in Sardegna | Osservazioni                                                                    |
| ---------- | ------ | ------- | ------ | ------------------- | ------------------------------------------------------------------------------- |
| 1688       | 184    | 151     | 335    | 230.321             |                                                                                 |
| 1698       | 190    | 154     | 344    | 260.551             |                                                                                 |
| 1728       |        |         | 419    | 310.096             |                                                                                 |
| 1751       | 227    | 200     | 427    | 360,392             |                                                                                 |
| 1821       |        |         | 300    | 461.976             | Le frequenti carestie e pestilenze decimarono la popolazione.                   |
| 1824       | 150    | 200     | 350    | 469.259             | Le frequenti carestie e pestilenze decimarono la popolazione.                   |
| 1838       |        |         | 536    | 524.642             | Censimento fatto dai parroci.                                                   |
| 1844       |        |         | 577    | 543.207             |                                                                                 |
| 1848       |        |         | 580    | 552.052             | Il lieve incremento si deve alla carestia e alla emigrazione degli anni 1846-7. |
| 1857       |        |         | 615    | 573.115             | Il colera del 1855 arrestò l'aumento della popolazione.                         |

Osservazioni: Essendo stati fatti i primi censimenti per la ripartizione dei tributi, fino al sec. XVIII era grande il numero degli esenti.
Dati e osservazioni tratte da “Storia documentata della popolazione di Sardegna (1479-1901)” di Francesco Corridore, edito a Torino nel 1902.
I dati relativi ai censimenti del 1821 e del 1824 sono approssimativi e sottostimati.
Abitanti censiti

## Amministrazione
| Periodo         | Periodo         | Primo cittadino | Partito                                 | Carica  | Note |
| --------------- | --------------- | --------------- | --------------------------------------- | ------- | ---- |
| 31 maggio 2015  | 26 ottobre 2020 | Antonio Pili    | Lista civica "Sempre uniti con Allai"   | Sindaco |      |
| 26 ottobre 2020 | in carica       | Antonio Pili    | Lista civica "Ancora insieme per Allai" | Sindaco |      |

## Sport

### Calcio
La squadra di calcio della città è la Società Polisportiva Allai 1980 che milita nel girone E sardo di 2ª Categoria. È nata nel 1980.